# 伊斯克拉肯山
71°56′S 27°26′E / 71.933°S 27.433°E
伊斯克拉肯山是南極洲的山峰，位於毛德皇后地的朗希爾德公主海岸，屬於南龍達訥山脈的一部分，處於巴爾肯山以東4公里，挪威製圖師根據美國海軍空中照片繪入地圖。